# Iglesia de Nuestra Señora del Rosario (Quilpué)
La iglesia de Nuestra Señora del Rosario es un templo católico ubicado en la ciudad de Quilpué, Región de Valparaíso, Chile. 

## Historia
En 1860 se construyó una capilla en Quilpué, que fue erigida como parroquia en 1889. El terremoto de 1906 destruyó el templo, por lo que se edificó uno nuevo que fue concluido en 1916. En 1944 se decidió volver a construir un nuevo templo, cuya construcción fue terminada en 1960 con la instalación de la torre.

## Descripción
De estilo neoclásico con reminiscencias art deco, cuenta con una planta de cruz latina, y está conformada por una nave central y dos laterales más pequeñas. La torre central, de 23 m, se encuentra retranqueada respecto a la línea de edificación.